# Петровичев, Владимир Алексеевич
Владимир Алексеевич Петро́вичев — российский скульптор, член Союза художников России.  Заслуженный работник культуры Российской Федерации (2007). Заслуженный художник Российской Федерации (2022).

## Биография
Родился 13 марта 1953 года в городе Кохтла-Ярве Эстония.
В 1974 году поступил и в 1978 году закончил отделение скульптуры Художественного училища им. В. А. Серова (ныне — им. Рериха).
1978 год – Вступил в творческое объединение молодых художников и искусствоведов (ТОМХИ).
С 1978 года преподает в Художественной школе г. Сосновый Бор.
С 1985 года — член Союза художников СССР.
В 2007 году присвоено звание «Заслуженный работник культуры Российской Федерации».
Создано более 270 работ.
90 выставок в стране и за рубежом.
Работы Владимира Петровичева представлены в 10 музеях, в том числе: Русский музей, Третьяковская галерея.
Частные собрания в галереи: Швеция, Швейцария, Германия, Польша, Финляндия, Франция, Южно-Африканская Республика, Канада, США, Болгария, Эстония, Китай и другие.
Создано 18 памятников (от Санкт-Петербурга до Владивостока).

## Скульптуры установленные в городской среде
- 1 апреля 2000 года на Малой Садовой при сотрудничестве с архитектором Л. Домрачевой были установлены скульптуры  «Кот Елисей» и «Кошка Василиса» Владимира Петровичева[3]
- В 2003 году у Петропавловской крепости была установлена скульптура «Зайчик, спасшийся от наводнения»[4]
- В 2003 году в городе Сосновый Бор Ленинградской области на улице Ленинградская установлена скульптура «Золотая рыбка»[4]
- В мае 2004 года в помещении Санкт-Петербургского государственного университета аэрокосмического приборостроения была установлена скульптура «Лягушка Кика»[4].
- 14 октября 2005 года в Саду скульптуры филологического факультета Санкт-Петербургского государственного университета была установлена скульптура «Бегемотик»
- 26 сентября 2006 года в Саду скульптуры филологического факультета Санкт-Петербургского государственного университета была установлена скульптура «Улитка».
- В 2006 году на карнизе мастерской художников-митьков была установлена скульптура кошки «Тишина Матроскина». Ныне находится на улице Марата[4].
- 2006 г. «Лев и ангел» — дача в деревне Малая Бронна Лен. обл. 124*112*32 см. Высота гранитного постамента 140 см. Бронза, литьё.
- 2003 г. «Три сосны». Мэрия. г. Сосновый Бор. 225*120*60 см.
- 1996 г «Ника»- аллея Славы в честь 50-летия Победы. г. Сосновый Бор.2 м.*1 м.*37 см. Алюминий. Авторское литьё.
- 2009 г. Адам и Ева. - дача в деревне Малая Бронна Ленинградской обл. Бронза, литьё, стекло. Рука мужская: 22*11*10 см. Рука женская: 27*8*8 см.27 декабря
- 2007 г. Орёл небесный. Дача в деревне Малая Бронна.
- 2008 г. Вол священный. Дача в деревне Малая Бронна.
- Июль 2011 г. Кузнечик, читающий стихи МВ. Ломоносова. Петергоф. Дворцово-парковый ансамбль. 20*30 см. Бронза, литьё.
- Сентябрь 2012 г. Длинный, петляющий путь. (старый башмак). The Long and winding Road. Сосновый Бор. Двор туристического клуба «Ювента». Сплав металлов, литьё. 41*28*16 см.
- 1 ноября 2013 г. Ангел мирного атома. Сквер «40-летия ЛАЭС.» Бронза, литьё, искусственный камень. 100*60*95 см.
- Сентябрь 2014 г. Чайки. Сквер «40-летия ЛАЭС». Бронза, литьё. 230*200*80 см
- 27 сентября 2014 г. Памятник тигру. Владивосток. Площадь перед Приморским театром оперы и балета. Бронза, литьё. 250*120*65 см